# グレトリ (小惑星)
グレトリ (3280 Grétry) は、メインベルトの小惑星である。フェルナン・リゴーがベルギー王立天文台で発見した。
ベルギーの作曲家、アンドレ＝エルネスト＝モデスト・グレトリに因んで名付けられた。